# André-Charles Boulle

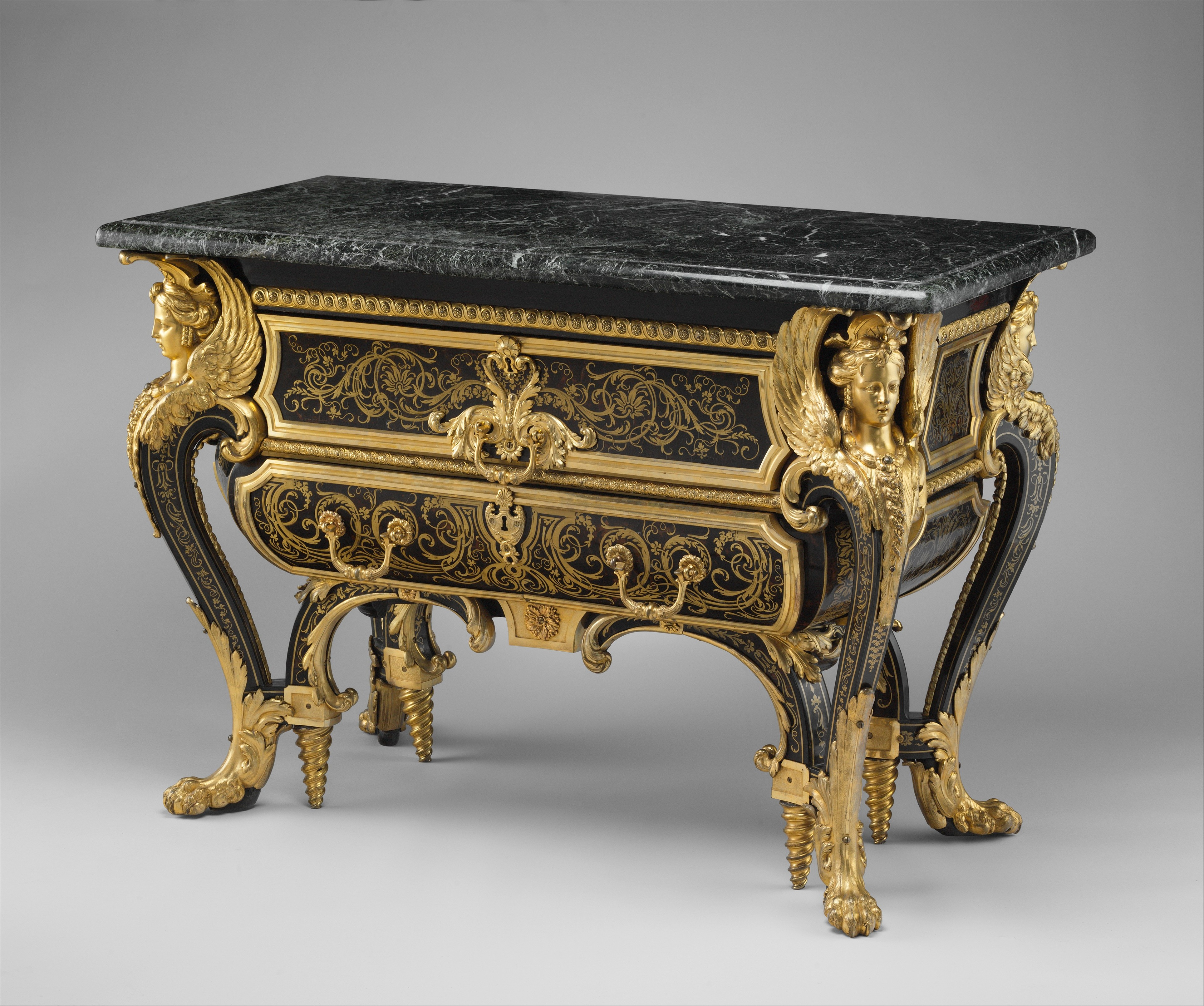
Cómoda Mazarino, de André-Charles Boulle (Museo Metropolitano de Arte).

André-Charles Boulle (París, 11 de noviembre de 1642 - ídem, 29 de febrero de 1732) fue un ebanista, escultor y decorador francés.
Destacó especialmente en el campo de la marquetería, llevando su fama a denominar una clase de incrustación como Boulle.

## Biografía
Boulle nació en una familia católica franco-alemana. Era hijo de Jean Boulle, cuyo nombre originario era Johan Bolt. Estuvo activo durante el reinado de Luis XIV, obteniendo la calificación de «ebanista del rey» en 1672. Ese mismo año recibió del rey, por consejo de Colbert, la posibilidad de ejercer su profesión en un taller situado cerca del Louvre, que conservó hasta su muerte a los 89 años.
Autor de numerosos muebles, sobre todo para el Palacio de Versalles, también realizó obras para las cortes de España y Alemania, así como para muchos comitentes privados, fuesen nobles o de la alta burguesía. Boulle fue el creador de una nueva técnica de aplicación de metales (cobre, estaño) sobre materiales orgánicos (carey, madreperla, marfil) o viceversa. Entre las obras de Boulle destacan las dos cómodas del Trianón, en Versalles, y el reloj de péndulo con el Carro de Apolo en Fontainebleau.
Recopiló sus conocimientos en un tratado titulado Nouveaux dessins de meubles et ouvrages de bronze et de marqueterie. Boulle dejó cuatro hijos que siguieron sus pasos: Jean-Philippe (1690-1745), Pierre-Benoît († 1741), Charles-André (1685-1749) y Charles-Joseph (1688-1754).
Un bureau (escritorio) de 1710 atribuido a André-Charles Boulle, perteneciente a la colección Wildenstein, fue vendido en Christie's en Londres
el 15 de diciembre de 2005 por una suma de 4.321.000 euros.
La obra de Boulle se encuentra en lugares como el Palacio de Versalles, el Castillo de Chantilly, el Castillo de Cheverny, el Museo del Louvre, la Wallace Collection londinense, el Getty Center de Los Ángeles y la Royal Collection de Londres.